# Иплис (Удине)
Иплис је насеље у Италији у округу Удине, региону Фурланија-Јулијска крајина.
Према процени из 2011. у насељу је живело 521 становника. Насеље се налази на надморској висини од 106 м.